# JAC Motors
JAC Motors är en kinesisk fordonstillverkare, baserad i Hefei i Anhuiprovinsen. JAC grundades 1964 och handlas på Shanghaibörsen sedan 2001. Tillverkningen består av personbilar och lätta lastbilar under eget namn. Genom ett samriskföretag som ägs tillsammans med Volkswagen tillverkas även bilar under namnet Sehol (ursprungligen översatt Sol).
Sedan 2022 säljs några av JAC:s modeller i Ryssland under namnet Moskvitj. Märket introducerades på den svenska markanden 2023 med RSA som importör.